# Кордон між Францією і Швейцарією
45°55′23″ пн. ш. 7°02′40″ сх. д. / 45.923055555556° пн. ш. 7.0444444444444° сх. д.
Довжина кордону між Францією та Швейцарією становить 572 км (355 миль). Він був визначений під час  Віденського конгресу 1815 року з приєднанням Женеви, Невшателя та Вале до Швейцарської Конфедерації, але з того часу він був дещо змінений, останній раз у 2002 році. Хоча більша частина кордону, позначеного прикордонними каменями не охороняється, кілька контрольно-пропускних пунктів залишаються укомплектованими, особливо на дорогах з інтенсивним рухом.

## Детальний шлях
Трифінія де межа відповідає кордону Німеччина-Швейцарія і Франція-Німеччина межа знаходиться на річці Рейн на півночі від Базеля. Біля нього споруджено пам'ятник, відомий як Dreiländereck. Кордон проходить на південь від EuroAirport Basel Mulhouse Freiburg, а потім на південний захід, відокремлюючи села Schönenbuch (Швейцарія), Neuwiller (Франція), Leymen (Франція) і Rodersdorf (Швейцарія). 
Потім він входить в ланцюг Юра, піднімаючись на висоту понад 800 метрів, перш ніж зустрітися з річкою Ла-Люсель на висоті 460 м, між Роггенбургом, Базель-Кантрі та Кіффісом (Франція). Вона йде за Люселлем аж до муніципалітету Люселль, пролягаючи через територію абатства Люсель. Потім він повертає на північ і включає швейцарський кантон Юра; вона перетинає річку Ду в Бремонкурі, включаючи регіон Кло-дю-Ду в Швейцарії. Він зустрічається з Ду вдруге вище за течією, на висоті 481 м. Звідси вона йде по звивистій течії річки аж до озера Брене, на північ від Ле-Локль, на висоті 756 м.
Пройшовши Коль-де-Рош на висоті 920 м, кордон проходить у південно-західному напрямку, зазвичай слідуючи хребту Юра, досягаючи висоти 1288 м (Le Meix Musy). Він повертає на південь, щоб включити Понтарльє у Франції, і знову на південний захід, щоб включити Вальорб і Лак-де-Жу в Швейцарії. Тут він досягає висоти 1377 м, перш ніж перетнути річку Орб вище за течією від Буа-д'Амон.
На південь від Лес Рус повертає на південь, а потім на південний схід, прямуючи до Женевського озера, піднімаючись до 1400 м, проходячи на південь від піку Ла-Доль. Приблизно за 3 км до озера кордон проходить паралельно берегу Женевського озера, утворюючи смугу землі, передану Францією Швейцарії в 1815 році як кантон Женеви, так що місто Женева має сухопутний міст, що з'єднує його з решта Швейцарії.
Тепер кордон оточує місто Женева. На захід від міста він йде за Роною приблизно на 6 км, аж до крайньої західної точки Швейцарії. Кордон проходить між Женевою та Аннемасом, прямуючи на схід у напрямку Сен-Серг; нарешті він знаходить Женевське озеро з півдня, в Ермансі.
Кордон проходить уздовж центру Женевського озера, але виходить на берег, не досягаючи гирла Рони, у Сен-Жінґольф, що позначає західний кінець залізниці Сен-Жінґольф-Сен-Моріс у Швейцарії. Існує проект для повторного використання нині занедбаної лінії до Евіан-ле-Бен у Франції і, таким чином, з’єднання двох країн поїздом на південному березі Женевського озера. Звідси кордон проходить на південь і південний схід у Високі Альпи , утворюючи західний кордон Вале. Він проходить повз Les Cornettes de Bise (2431 м), Dent de Barme ( 2759 м), Petit Ruan (2846 м), Pointe des Rosses (2965 м), Pointe de la Fenive (2838 м) iLe Cheval Blanc (2830 м), розмістивши Lac du Vieux Émosson у Швейцарії. Від Гран-Перрона (2672 м) кордон спускається до 1130 м, перетинаючи дорогу від Мартіньї до Шамоні , а потім підіймається на Ле-Гранд-Отан (2656 м), Егіль-дю-Тур (3541 м), Егіль д'Аржантьєр (3,898 м). м), Тур Нуар (3837 м) і, нарешті, до трійки з французько-італійським та швейцарсько-італійським кордоном , у точці на захід від Мон-Долент  та на висоті 3752 метри (12310 футів).

## Прикордонні перевірки
З моменту приєднання Швейцарії до Шенгенської зони в 2008 році на кордоні не було постійного паспортного контролю, хоча може бути митний контроль.
Біля кордону є два аеропорти, які мають паспортний та митний контроль як у Швейцарії, так і у Франції; пасажири вільні у виборі. Це: EuroAirport Basel Mulhouse Freiburg, який розташований у Франції, але пасажири можуть їхати до Швейцарії, не проходячи французький прикордонний контроль; та аеропорт Женеви, який розташований у Швейцарії, але пасажири можуть їхати до Франції, не проходячи через швейцарський прикордонний контроль. Злітно-посадкова смуга аеропорту Женеви була продовжена в 1960 році після того, як Франція та Швейцарія обмінялися територіями, щоб зробити це можливим.

## Пункти дорожньо митного контролю
З північного сходу на південь: 
- Базель/Св. Автобан Луї (E25/A35/A3)
- Boncourt/Delle-Autoroute (E27/N1019/A16)
- Col France (D461/20)
- Валлорбе (E23/N57/9)
- Бардоннекс (A41/1)
- Тонекс-Валлар (A411)
- Сент-Гінгольф (D1005/21)

Є ще кілька доріг, які перетинають кордон, але без штатного митного контролю.

## Залізничні та трамвайні лінії через кордон
Через кордон перетинає кілька залізничних ліній, а також три трамвайні лінії:
- Базельська трамвайна лінія 3 була продовжена до Сен-Луї у Франції в 2017 році
- Базельська трамвайна лінія 10 двічі, з однією станцією у Франції, в Леймене
- Женевська трамвайна лінія 17 була продовжена до Аннемас у Франції в 2019 році